# Lago Télé
El lago Tele (en francés: lac Télé) es un lago de agua dulce localizado en el noreste de la República del Congo.
El lago Tele ha sido numerosamente indicado como el lugar de origen de los Mokèlé-mbèmbé (un reptil no identificado de grandes proporciones), y  donde se supone que esta el lugar en el que los pigmeos mataron y se comieron a una de estas criaturas alrededor de 1959. El lago está rodeado de bosques de pantanos que todavía no han sido explorados de manera exhaustiva.
El libro Congo Journey (1996) de Redmond O'Hanlon, el escritor de viajes británico, describe con todo detalle sus experiencias en el lago Tele del Congo en busca de los Mokèlé-mbèmbé, de tal modo que ofrece una rica descripción de la fauna local, la flora, así como las prácticas culturales congoleñas y sus relaciones con los pueblos pigmeos indígenas. 
Los estudios realizados por la Wildlife Conservation Society en 2006 y 2007 encontraron más de 100.000 gorilas que no estaban previamente registrados en la Reserva los bosques de los pantanos del lago Tele y en los vecinos bosques de Marantaceae (estos en tierra seca) en el mismo Congo.